# Diegeză
Diegeză sau narativitatea (diegesis), este în opoziție cu conceptul de imitație (mimesis) și pe de altă parte paralele cu desprinderea unor categorii secundare în cadrul dihotomiei epos/melos, care a dominat teoria literară greacă. Distincția este folosită de Platon în Phaidon, unde creează premisele unei abordări teoretice a limbajului, distincție ce nu a mai fost continuată. Din această perspectivă, faptul că Phaidon foloseste forma diegesasthai (istorisire pe îndelete) pentru a-și caracteriza discursul, devine semnul unei anumite interiorizări a procesului literar.